# Fomento Económico Mexicano
Fomento Económico Mexicano SA (FEMSA) est une entreprise mexicaine et l'un des plus grands producteurs de bière au Mexique. Elle s'occupe aussi de la mise en bouteilles de boissons. FEMSA est également un distributeur avec près de 12 395 superettes Oxxo au Mexique.

## Histoire

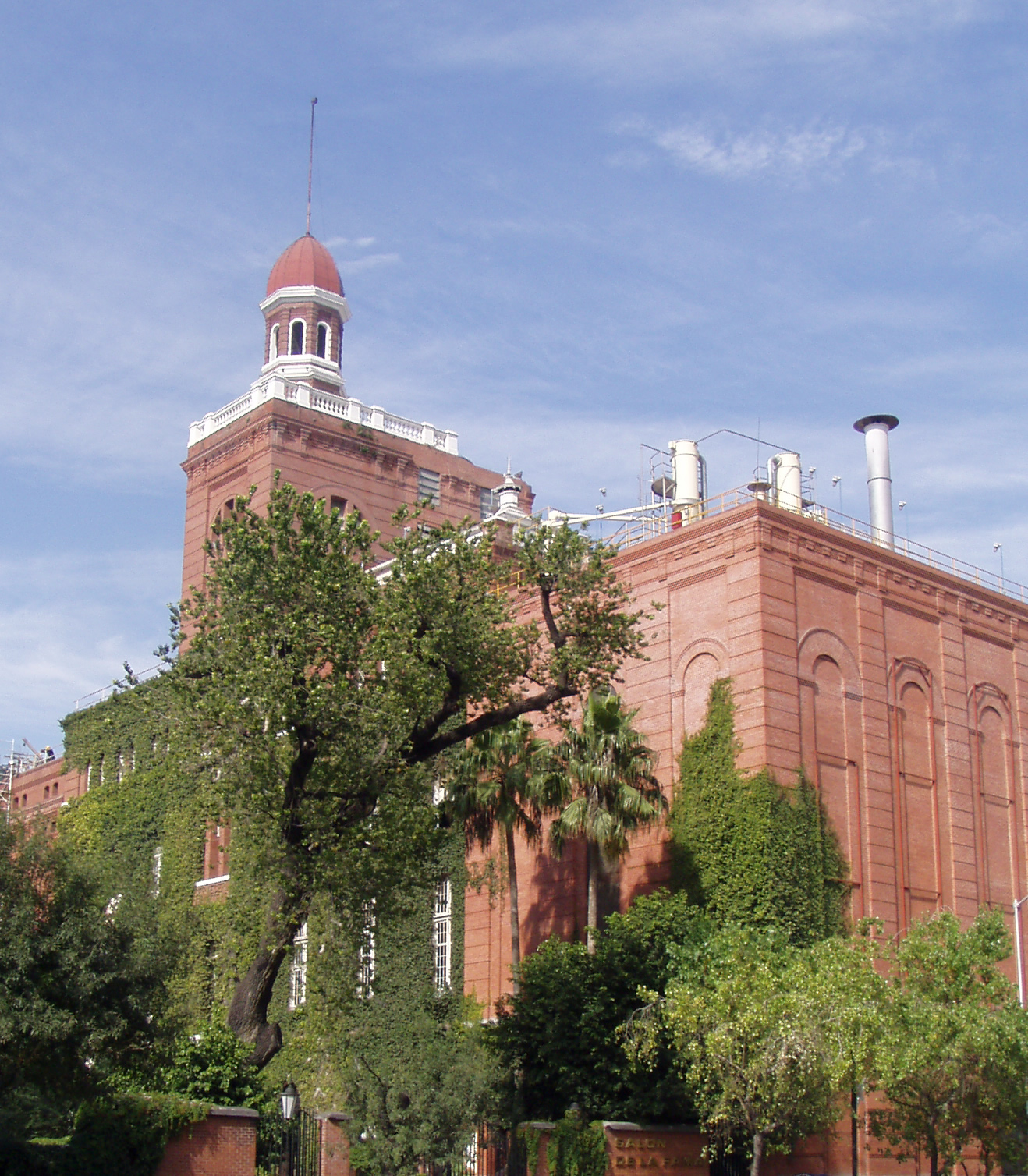
Bâtiment de la Cervecería Cuauhtémoc à Monterrey.

FEMSA fut créée en 1890 à Monterrey sous le nom de Cervecería Cuauhtémoc par un groupe d'entrepreneurs composé de Isaac Garza, José Calderón, José A. Muguerza, Francisco G. Sada, et Joseph M. Schnaider.
Sous la raison sociale de « Fábrica de Cerveza y Hielo Cuauhtémoc », l'entreprise démarre avec 70 ouvriers, deux employés de bureau et 100 000 pesos de capital. Les bureaux se trouvaient dans un magasin d'emballage connu sous le nom de Casa Calderón en Padre Mier y Galeana. L'usine fut construite sur l'emplacement qu'elle occupe toujours aujourd'hui.
La première marque de bière mise sur le marché fut la Carta Blanca et ensuite la Saturno, qui disparaîtra assez vite.
La Carta Blanca, alors livrée dans une bouteille transparente avec bouchon de liège renforcé avec un fil de fer, s'est peu à peu transformée en une marque moderne, la plus vendue sur le marché mexicain. En 1893 déjà, à Chicago, elle obtient la médaille d'or ; il s'agit de la première récompense internationale accordée à une bière mexicaine.
En 1992, la société américaine Philip Morris Companies Inc rachète 7,9 % de la FEMSA. En mars 1992, la société britannique Cadbury Schweppes rachète la division eaux minérales de la FEMSA (FEMSA aguas minerales) pour 325 millions de dollars, la filiale eau de la FEMSA étant leader de l'embouteillage et de la distribution des eaux minérales dans le pays. 
En juillet 1994, le brassier canadien Labatt et la FEMSA signent un accord de fusion de leurs activités aux États-Unis, accord dans lequel Labatt rachète 22 % de la FEMSA pour $510 millions. L'accord prévoit également que la FEMSA détache son activité bières du groupe pour créer l'entreprise FEMSA Cerveza. 1 an plus tard, le PDG de Labatt reconnaît, face à la chute du pesos et du ralentissement économique au Mexique, que cet investissement a mis Labatt dans une position financière délicate.
En décembre 2002, la FEMSA rachète Panamerican Beverages (Panamco), le numéro un de l'embouteillage de boissons non alcoolisées en Amérique latine, pour 3,6 milliards de dollars, prenant ainsi le lead dans la région sur la production et la distribution des produits Coca-Cola. FEMSA Coca-Cola diversifie alors les formats de bouteilles produites pour répondre à toutes les classes de consommateurs sur ce marché. Panamco était le principal concurrent de la FEMSA au Mexique.
Le 11 janvier 2010, Heineken annonce le rachat de la totalité des activités bières de la FEMSA (FEMSA Cerveza). En échange, la FEMSA décroche 20 % des parts du groupe Heineken et devient le deuxième actionnaire principal du groupe hollandais. Heineken était depuis plusieurs années déjà le partenaire logistique de la FEMSA. Cinq ans plus tard, en 2015, le groupe mexicain est toujours en possession de ses parts d'Heineken et ne souhaite pas s'en défaire.
En décembre 2012, FEMSA Coca-Cola rachète 51 % des activités d'embouteillage de Coca-Cola aux Philippines pour $688,5 millions, avec une option de racheter les 49 % restant dans les 7 ans.
Le 31 août 2013, la FEMSA annonce le rachat de 100 % des parts de la société brésilienne Spaipa pour 1,8 milliard de dollars, ce qui lui permet d'occuper 39 % du marché Coca-Cola dans ce pays.  
En septembre 2016, FEMSA annonce l'acquisition de Vonpar, une entreprise brésilienne pour l'équivalent de 1,09 milliard de dollars.
En septembre 2017, FEMSA annonce la vente d'environ 5 % de sa participation dans Heineken, la faisant passer 20 % à 15 %, pour environ 2,5 milliards d'euros.

## Activités
FEMSA fabriquait et commercialisait grâce à six brasseries les marques suivantes : Bohemia, Carta Blanca, Dos Equis Ambar, Dos Equis Lager Tecate, Indio, Noche Buena, Tecate Light, Sol, et Superior. La division bière rachetée par Heineken en 2010, représente 36 % des bénéfices de FEMSA.
Sa filiale Coca-Cola Femsa (co-détenue par la FEMSA, majoritaire, et Coca-Cola) met en bouteille les marques de Coca-Cola. Ces boissons sont vendues au Mexique, Argentine, Venezuela, Panama, Nicaragua, Costa Rica, Philippines, Colombie et Guatemala. Coca-Cola Femsa est le plus important embouteilleur indépendant de la marque de sodas au monde.
La FEMSA est également propriétaire du club de football de Monterrey depuis 2006.

## Informations financières
FEMSA est cotée au New York Stock Exchange (NYSE) et à la Bourse du Mexique (FEMSA fait partie de l'indice IPC de la Bourse du Mexique). FEMSA détient 51 % de Coca-Cola FEMSA, Coca-Cola en détient 30 %.